# Margo Trappenburg
Margo J. Trappenburg (1 juni 1962) is bijzonder hoogleraar 'Grondslagen van het Maatschappelijk Werk' op de Universiteit voor Humanistiek (voor de Marie Kamphuisstichting) en universitair hoofddocent Bestuurs- en Organisatiewetenschap op de Universiteit Utrecht. Trappenburg heeft gefungeerd als bijzonder hoogleraar 'Sociaal politieke aspecten van de verzorgingsstaat en overlegeconomie' op de Universiteit van Amsterdam voor de Drees leerstoel.